# Ofèlia Soler i Nomdedéu
Ofèlia Soler i Nomdedéu (Castelló de la Plana, 1952) és una política valenciana, senadora en la IV legislatura i diputada en la V Legislatures.

## Biografia
Llicenciada en psicologia, treballà com a inspectora d'educació. Militant del PSPV-PSOE, fou escollida senadora per la província de Castelló a les eleccions generals espanyoles de 1989. Ha estat secretària primera de la Comissió Especial de la Joventut i de la Comissió Mixta d'Investigació científica i desenvolupament tecnològic del Senat. Després fou elegida diputada a les eleccions generals espanyoles de 1993 i formà part de la Comissió d'Educació i Cultura del Congrés.
Ha estat vicepresidenta del Consell Escolar Valencià i presidenta del Consell Assessor de l'Institut Valencià de la Dona.